# Imphal
Imphal (in hindi इम्फाल) è una città dell'India di 418.738 abitanti, situata nei distretti di Imphal Ovest e Imphal Est, nello stato federato del Manipur di cui è la capitale. In base al numero di abitanti la città rientra nella classe I (da 100.000 persone in su).
Tra il marzo e il luglio del 1944 in questa città si combatté l'omonima battaglia tra le truppe anglo-indiane e giapponesi nell'ambito della Campagna della Birmania, risoltasi con la più grande sconfitta nella storia del Giappone fino a quel tempo, e considerata per questo un punto di svolta della Seconda guerra mondiale.

## Geografia fisica
La città è situata a 24° 49' 0 N e 93° 57' 0 E e ha un'altitudine di 785 m s.l.m..

## Società

### Evoluzione demografica
Al censimento del 2001 la popolazione di Imphal assommava a 217.275 persone, delle quali 107.593 maschi e 109.682 femmine. I bambini di età inferiore o uguale ai sei anni assommavano a 21.032, dei quali 10.500 maschi e 10.532 femmine. Infine, coloro che erano in grado di saper almeno leggere e scrivere erano 172.060, dei quali 90.497 maschi e 81.563 femmine.